# Szklarka (województwo dolnośląskie)

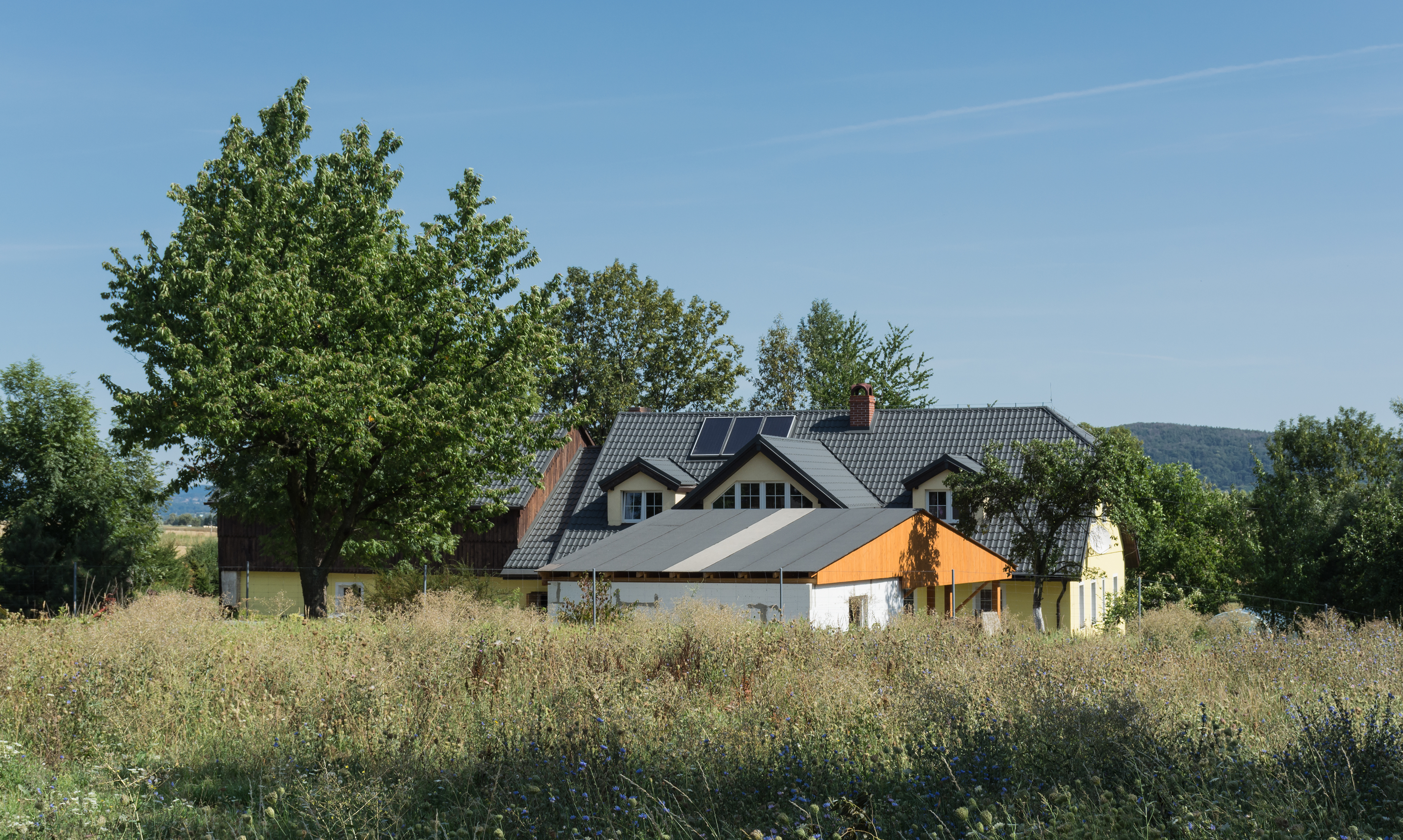
Dom w Szklarce

Szklarka (niem. Glasendorf) – wieś w Polsce położona w województwie dolnośląskim, w powiecie kłodzkim, w gminie Bystrzyca Kłodzka.

## Podział administracyjny
W latach 1975–1998 miejscowość administracyjnie należała do województwa wałbrzyskiego.

## Historia
Szklarka powstała najprawdopodobniej w końcu XIV lub na początku XV wieku jako osada szklarska. W XVIII wieku była to mała wieś, w 1787 roku mieszkało tu 8 kmieci oraz 13 zagrodników i chałupników, w tym 8 rzemieślników. W 1840 roku w miejscowości było 29 budynków, w tym: folwark, 3 młyny wodne i olejarnia. Po 1945 roku Szklarka pozostała wsią rolniczą, w 1978 roku było tu 28 gospodarstw rolnych.

## Nazwa
Nazwa miejscowości wywodzi się od polskiej nazwy szkła i według Heinricha Adamy'ego pochodzi ona od huty szkła, która funkcjonowała kiedyś obok lub w samej miejscowości. W swoim dziele o nazwach miejscowych na Śląsku wydanym w 1888 roku we Wrocławiu jako najstarszą nazwę miejscowości wymienia Sklarka podając jej znaczenie "Glashutte" czyli w języku polskim "Huta szkła".